# Natalie Powell
Natalie Powell (ur. 16 października 1990 w Builth Wells) – walijska judoczka, brązowa medalistka Mistrzostw Europy 2017 i Mistrzostw Europy 2016, czterokrotna mistrzyni Wielkiej Brytanii (2012, 2013, 2014, 2016).